# Рэндольф, Роберт
Роберт Рэндольф (англ. Robert Randolph, род. 8 августа 1977, Ирвингтон, Нью-Джерси, США) — американский слайд-гитарист и автор песен. Сам и со своей группой Robert Randolph and the Family Band шестикратный номинант премии Грэмми в номинациях «Лучшее инструментальное рок-исполнение» (2004), «Лучший госпел-рок альбом» (2004), «Лучшее вокальное исполнение традиционного R&B» (2007), «Лучшее вокальное исполнение R&B дуэтом или группой» (2010), «Лучший альбом современного блюза» (2012, 2014) . Лауреат Blues Music Awards в номинациях «Лучший дебют» (2003), «Блюзовый инструменталист — иной» (2005, 2007, 2008); номинант Blues Music Awards в номинациях «Исполнитель современного блюза» (2005), «Блюзовый инструменталист — иной» (2003, 2004, 2006). Журналом Rolling Stone отнесён к числу 100 величайших гитаристов за все времена .

## Биография
Роберт Рэндольф родился в Ирвингтоне, рос в Ориндже, штат Нью-Джерси. Вся семья, главой которой был дьякон церкви «House of God Holiness» (а мать священником, бабушки и дедушки — пасторы и епископы) была музыкальной: все выступали во время церковных служб . Роберт с 17 лет осваивал педальную гитару, которая (электрическая лэп-стил-гитара) с конца 1930-х годов благодаря прихожанину церкви Уилли Исону, была введена в богослужения в «House of God Holiness». В целом традиция использования стил-гитары вместо органа под названием Sacred Steel характерна для некоторых ответвлений Церкви Живого Бога, относящейся к пятидесятничеству. Музыкально в традиции Sacred Steel используются слитные ноты, аккорды, напоминающие фортепианные, и фразировка, напоминающая вокал исполнителей госпела, что весьма далеко от привычных тонов кантри-музыки . 
Сам Рэндольф говорил что до того, как его открыло светское сообщество, он практически ничего не знал о нерелигиозной музыке: «Я рос и видел много ребят постарше, играющих на лэп-стил-гитарах и педальных стил-гитарах в моей церкви. Я никогда не слышал ни об Allman Brothers, ни даже о Бадди Гае или Мадди Уотерсе», да и вообще не слушал светскую музыку до двадцати с небольшим лет . Поворотный момент в судьбе музыканта произошёл в 1998 году, когда один из прихожан дал Рэндольфу послушать пластинку Стиви Рэя Вона. По словам Рэндольфа: «Я был в шоке. Я пытался научиться всему, что он делал. Я даже никогда не слышал версию «Voodoo Chile» в исполнении Хендрикса. Я слышал только версию Стиви Рэя Вона» .
Сначала Рэндольф учился играть на шестиструнной стил-гитаре, затем на восьмиструнной, затем на десятиструнной и, наконец, стал играть на изготовленной на заказ 13-струнной педальной стил-гитаре, которая обеспечивает ему дополнительный диапазон в низких нотах и позволяет играть низкие, глубоко реверберирующие аккорды.
В 2000 году фолк-лейбл Arhoolie Records решил записать стил-гитаристов из разных церквей страны на сборнике, для чего собрал их во Флориде на двухдневном мероприятии Sacred Steel Convention, где Роберт Рэндольф дебютировал на публике, выступив с двоюродной сестрой певицей Рики Фаулер и братом Маркусом Рэндольфом на барабанах. Про его выступление написали: «…Роберт Рэндольф стремится стать самым быстрым стил-гитаристом в мире. Кое-кто думает, что он своей цели уже достиг. Сохраняя традиции нестандартного оборудования и настройки, принятые в церкви „House of God Holiness“, Роберт выступал с кастомной 13-струнной гитарой»   Его яркое, зажигательное выступление привлекло внимание менеджера Джима Маркела, который рассказал про музыканта Гэри Уолдману, менеджеру нескольких музыкантов. Уолдман пригласил его на прослушивание и потом рассказал о первой встрече: «Я сидел в футе от него, и у меня просто отвисла челюсть, когда он начал играть. У меня было такое чувство, будто я нашёл Роберта Джонсона, Джими Хендрикса или Дуэйна Оллмена. Но больше всего меня поразило, как посреди всех этих крутых импровизаций он вдруг заиграл тему из «Семейки Брейди», и это окончательно убедило меня, потому что я подумал: «Откуда вообще этот парень?»» . 
Впервые Роберт Рэндольф вышел на светскую сцену в 2001 году с North Mississippi Allstars и Джоном Медески во время концерта в Нью-Йорке . Сначала созданная группа Robert Randolph and the Family Band открывала концерты North Mississippi Allstars, а затем Медески с братьями Дикинсонами организовали инструментальную группу The Word, куда пригласили Рэндольфа. Незадолго до выхода первого альбома The Word, Рэндольф стал известен широкой публике благодаря рецензии Нила Страусса в The New York Times. В течение следующих нескольких месяцев менеджеры обеспечили Роберту Рэндольфу контракт на запись с Warner Bros. . Но первый альбом группы Robert Randolph and the Family Band был концертным и под названием Live At The Wetlands с записью выступления 23 августа 2001 года, вышел на Dare Records в 2001 году. В 2002 году Рэндольфа пригласили для записи альбома Higher Ground группы Blind Boys of Alabama
Дебютный студийный альбом Unclassified вышел в 2003 году и получил немедленное признание. Сам альбом был номинирован на Грэмми как «Лучший госпел-рок альбом», а песня «Squeeze» претендовала  на Грэмми в номинации «Лучшее инструментальное рок-исполнение». Роберт Рэндольф с этим альбомом стал лауреатом Blues Music Awards в номинации «Лучший дебют» (2003) и был номинирован на премию как лучший инструменталист в категории иных, не традиционных для блюза, инструментах. Альбом привлёк внимание Эрика Клэптона и в 2004 году группа гастролировала у него на разогреве (позже Клэптон принял участие в записи их альбома Colorblind 2006 года, исполнив кавер-версию песни «Jesus Is Just Alright»). 
Творчество Рэндольфа привлекло внимание многих известных музыкантов и он начал записываться у них в альбомах как гость. Среди прочих Рэндольф в 2004 году сыграл в песне «Mas Y Mas», вышедшей на DVD группы Los Lobos Live at the Fillmore. 2005 год был очень плодотворным на сотрудничество со звёздами мировой музыки: стил-гитару Рэндольфа можно услышать в песнях «Exodus» и «Louisiana Bayou» из концертного альбома Complete Weekend on the Rocks группы Dave Matthews Band, «Lay Lady Lay» Бадди Гая из альбома Bring 'Em In, «Oh My Lord» Ринго Старра из альбома Choose Love, «21st Century Schizoid Man» Оззи Осборна из альбома Under Cover и в песне «Trinity» Карлоса Сантаны из альбома All That I Am, где Рэндольф сыграл вместе с Кирком Хэмметом из Metallica . 
Второй студийный альбом группы вышел в 2006 году под названием Colorblind. В отношении этого альбома появились некоторые претензии к его конъюнктурности: «…в его звучании слишком много попсового и вылизанного, а посылы слишком однообразны. Альбом создаёт впечатление, что он [Рэндольф] пытается охватить более широкую аудиторию, представляя более структурированные песни вместо развязных джемов» . В 2007 году Рэндольф был в числе номинантов Грэмми как участник исполнения Сэмом Муром песни «You Are So Beautiful» (вместе с Билли Престоном, Эриком Клэптоном и Дзуккеро). В 2010 году вышел третий студийный альбом We Walk This Road, состоящий из кавер-версий. Альбом назвали «впечатляющим ярким сплавом стилей» . До записи альбома по словам Рэндольфа он потратил на iTunes 5 000 долларов, восполняя пробелы в знакомстве с музыкой, в частности слушая блюзы, записанные на Chess Records. «Это дорогостоящее образование сотворило чудеса в его новом альбоме, который включает в себя изысканные R&B-версии преимущественно традиционных госпел- и блюзовых номеров, некоторые из которых дополнены фрагментами оригинальных песен, а также интересные каверы, например, на „Shot of Love“ Дилана» .  В качестве гостя в альбоме записался Леон Рассел, с которым в свою очередь Рэндольф записался в совместном альбоме Рассела и Элтона Джона The Union. Также в 2010 году был номинирован на Грэмми в категории «Лучшее вокальное исполнение R&B дуэтом или группой» как участник исполнения группой The Clark Sisters кавер-версии песни «Higher Ground».
В 2013 году, уже на Blue Note Records вышел альбом Lickety Split. В качестве гостей в записи альбома приняли участие в частности Тромбон Шорти и Карлос Сантана. «От разрывающего и рокового открывающего трека „Amped Up“ до более постепенного нарастания эпического джема „Blacky Joe“ Рэндольф, потрясающий виртуоз педальной стил-гитары, лидирует с большим воодушевлением и энергией, чем мы когда-либо видели от него на студийных записях. „Born Again“ и „Get Ready“ имеют неоспоримый ритм госпел-рока, в то время как „Take the Party“ это танцевальная рок-вечеринка» . В 2017 году вышел следующий альбом Рэндольфа Got Soul. Про его отозвались: «…пятый студийный альбом Роберта Рэндольфа, просто невероятен. Он энергичный, фанковый, блюзово-роковый, с нотками госпела. Звучание, безусловно, аутентичное. Осмелюсь ли я не упомянуть виртуозное владение Рэндольфом педальной стил-гитарой? Невероятно. Да, это так. И если вы думаете, что педальная стил-гитара подходит только для кантри или гавайской музыки, подумайте ещё раз. Рэндольф зажигает, представив 12 в основном превосходных треков». В 2019 году Рэндольф с группой выпустили следующий альбом: Brighter Days. Обозреватели отмечали динамичную игру Рэндольфа «варьирующуюся от дельта-блюза до классического кантри и звучания, напоминающего терменвокс» . «Brighter Days — один из тех альбомов, которые звучат так, как вы хотите. Большинство меломанов услышат в музыке что-то знакомое. Госпел найти несложно, но рок, кантри, блюз, соул и фанк — приятные сюрпризы, которые, кажется, появляются именно тогда, когда слушатель этого хочет» . 
В 2022 году он выступил на 94-й церемонии вручения премии «Оскар» вместе с Рибой Макинтайр с песней «Somehow You Do» .
С 2019 года в группе был перерыв, связанный с COVID-19, а затем заболел барабанщик группы Маркус Рэндольф, и в 2023 году Роберт Рэндольф объединился с гитаристом Тэшом Нилом, басистом Джеем Уайтом и барабанщиком Вилли Бартелем. В этом составе они начали выступать, а затем отправились в тур с The Zac Brown Band, который длился почти год. 27 июня 2025 года вышел первый сольный альбом Роберта Рэндольфа Preacher Kids, записанный с новой группой . Также в 2024 году он участвовал в записи альбома Бейонсе «Cowboy Carter», получившем премию «Грэмми» в номинации «Альбом года» в 2025 году  .
Rolling Stone: «Его тринадцатиструнный инструмент обладает леденящим душу чистым звучанием, а его соло украшены завывающими мелодиями и постоянными стремительными, молниеносными экспериментами» .
О игре в клубе в 2001 году: «Перед длинной, узкой комнатой с деревянным полом, справа от кафедры, Роберт Рэндольф сидел рядом с большой фиолетовой педальной стил-гитарой, его пальцы порхали по струнам, выхватывая соло, напоминающие Джона Ли Хукера, и хриплые ритмы, напоминающие Бо Диддли — двух музыкантов, которых он, по его словам, никогда не слышал» .
О выступлении на церемонии вручения Грэмми 2004 года: «…он просто снес крышу своей блестящей игрой на педальной стил-гитаре. Играя как одержимый, он в бешеном темпе танцевал на грани хаоса и порядка, создавая прекрасную музыку там, где большинство бы разбилось. Удивительно, что к концу его гитара не превратилась в груду обломков и пепла» .
«Звуки, которые Рэндольф извлекает из своего инструмента, просто поразительны: звенящие аккорды, лай и рычание, подземные басовые ноты и пронзительные, протяжные соло в стиле хэви-метал» . 
«Когда педальная стил-гитара звучит не как педальная стил-гитара? Когда Роберт Рэндольф обхватывает гриф руками, поднимая его над головой и издавая пульсирующий, скользящий звук, похожий на звук Дуэйна Оллмена на стероидах» .

## Дискография
| Год  | Название          | Позиция в чартах | Позиция в чартах | Позиция в чартах | Позиция в чартах | Лейбл                         |
| Год  | Название          | US 200           | US Rock          | US Christian     | US Blues         | Лейбл                         |
| ---- | ----------------- | ---------------- | ---------------- | ---------------- | ---------------- | ----------------------------- |
| 2003 | Unclassified      | 145              |                  | 6                |                  | Warner Records                |
| 2006 | Colorblind        | 75               |                  |                  |                  | Warner Records                |
| 2010 | We Walk This Road | 74               | 21               | 4                |                  | Warner Records                |
| 2013 | Lickety Split     | 135              | 37               |                  |                  | Blue Note Records             |
| 2017 | Got Soul          |                  |                  |                  | 2                | Sony Music                    |
| 2019 | Brighter Days     |                  |                  |                  | 3                | Mascot Label Group / Provogue |
| 2025 | Preacher Kids     |                  |                  |                  |                  | Sun Records                   |